# Colonia Poza Honda
Colonia Poza Honda är en ort i Mexiko.   Den ligger i kommunen Zacatepec och delstaten Morelos, i den sydöstra delen av landet, 80 km söder om huvudstaden Mexico City. Colonia Poza Honda ligger 938 meter över havet och antalet invånare är 226.
Terrängen runt Colonia Poza Honda är kuperad österut, men västerut är den platt. Runt Colonia Poza Honda är det tätbefolkat, med 591 invånare per kvadratkilometer. Närmaste större samhälle är Temixco, 19,3 km norr om Colonia Poza Honda. Omgivningarna runt Colonia Poza Honda är en mosaik av jordbruksmark och naturlig växtlighet.